# Schaatsen op de Olympische Winterspelen 2010 - Ploegenachtervolging mannen
De ploegenachtervolging mannen op de Olympische Winterspelen 2010 in Vancouver vond plaats op 26 en 27 februari 2010 in de Richmond Olympic Oval in Richmond, Canada. Plaatsing geschiedde via de eerste drie wedstrijden van de wereldbeker ploegenachtervolging en via beste seizoenstijden.

## Records
Records voor aanvang van de Spelen van 2010 
| Titelverdediger  | Matteo Anesi Stefano Donagrandi Enrico Fabris Ippolito Sanfratello | Italië    | 3.44,46 (finale)      | Turijn         |
| Wereldrecord     | Sven Kramer Carl Verheijen Erben Wennemars                         | Nederland | 3.37,80               | Salt Lake City |
| Olympisch record | Matteo Anesi Enrico Fabris Ippolito Sanfratello                    | Italië    | 3.43,64 (kwartfinale) | Turijn         |

## Wedstrijden

### Kwartfinale
| Schaatsers                     | Land | Tijd    | – | Schaatsers                  | Land | Tijd    |
| ------------------------------ | ---- | ------- | - | --------------------------- | ---- | ------- |
| Giroux / Makowsky / Morrison   | CAN  | 3.42,39 | - | Anesi / Fabris / Stefani    | ITA  | 3.46,34 |
| Bøkko / Van der Horst / Larsen | NOR  | 3.43,66 | - | Ha / Lee / Lee              | KOR  | 3.43,69 |
| Hedrick / Kuck / Marsicano     | USA  | 3.44,25 | - | Dejima / Hirako / Sugimori  | JPN  | 3.48,15 |
| Blokhuijsen / Kramer / Kuipers | NED  | 3.44,25 | - | Eriksson / Friberg / Röjler | SWE  | 3.46,40 |

### Halve finale
| Schaatsers                   | Land | Tijd    | – | Schaatsers                           | Land | Tijd    |
| ---------------------------- | ---- | ------- | - | ------------------------------------ | ---- | ------- |
| Giroux / Makowsky / Morrison | CAN  | 3.42,22 | - | Bøkko / Christiansen / Van der Horst | NOR  | 3.43,45 |
| Hansen / Hedrick / Kuck      | USA  | 3.41,72 | - | Blokhuijsen / Kramer / Tuitert       | NED  | 3.43,10 |

### Finales
| Schaatsers                    | Land | Tijd    | – | Schaatsers                     | Land | Tijd       |
| ----------------------------- | ---- | ------- | - | ------------------------------ | ---- | ---------- |
| Giroux / Makowsky / Morrison  | CAN  | 3.41,37 | - | Hedrick / Hansen / Kuck        | USA  | 3.41,58    |
| Bøkko / Christiansen / Larsen | NOR  | 3.40,50 | - | Blokhuijsen / Kramer / Tuitert | NED  | 3.39,95 OR |
| Ha / Lee / Lee                | KOR  | 3.48,60 | - | Anesi / Fabris / Ioriatti      | ITA  | 3.54,39    |
| Eriksson / Friberg / Röjler   | SWE  | 3.46,18 | - | Dejima / Doi / Hirako          | JPN  | 3.49,11    |

### Eindrangschikking
| Rang   | Schaatsers                                    | Land             |
| ------ | --------------------------------------------- | ---------------- |
| Goud   | Giroux / Makowsky / Morrison                  | Canada           |
| Zilver | Hansen / Hedrick / Kuck / Marsicano           | Verenigde Staten |
| Brons  | Blokhuijsen / Kramer / Kuipers / Tuitert      | Nederland        |
| 4      | Bøkko / Christiansen / Van der Horst / Larsen | Noorwegen        |
| 5      | Ha / Lee / Lee                                | Zuid-Korea       |
| 6      | Anesi / Fabris / Ioriatti / Stefani           | Italië           |
| 7      | Eriksson / Friberg / Röjler                   | Zweden           |
| 8      | Dejima / Doi / Hirako / Sugimori              | Japan            |

2006 · 
2010 · 
2014 ·
2018 ·
2022